# Cucina fusion

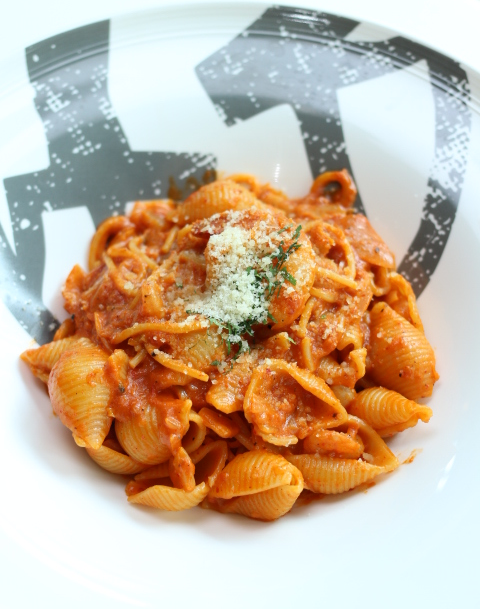
Conchiglie al kimchi

La cucina fusion è quella che combina tra loro diversi elementi provenienti da due o più tradizioni culinarie.

## Descrizione

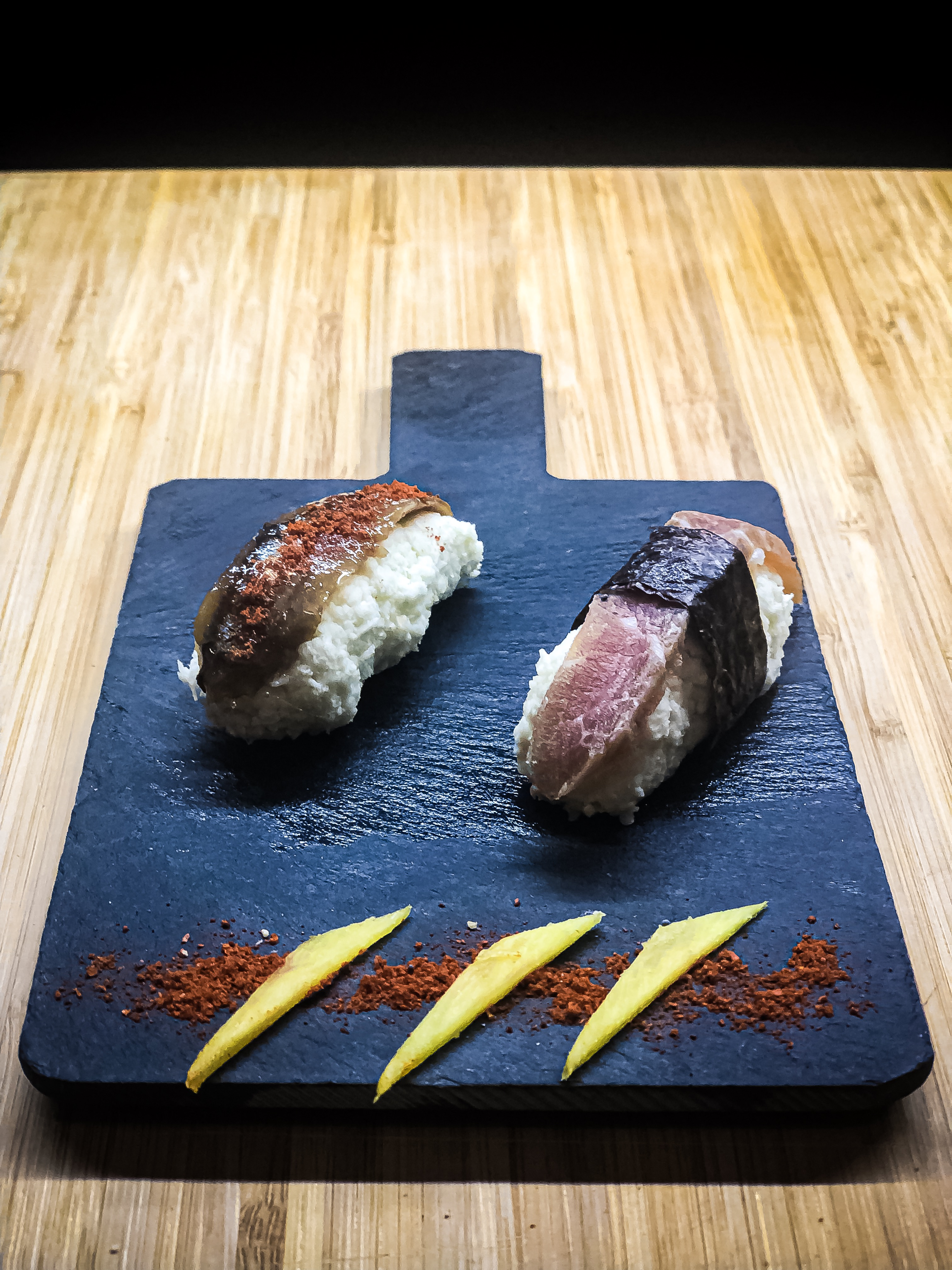
Mooshi: Nighiri a cui è stato sostituito il riso con un trito di Mozzarella di Bufala campana DOP e i cui condimenti sono costituiti da Prosciutto Crudo di Nero Casertano, polvere d'arancia, alga Nori e Wasabi e nell'altro filetto di alice di Cetara piccante

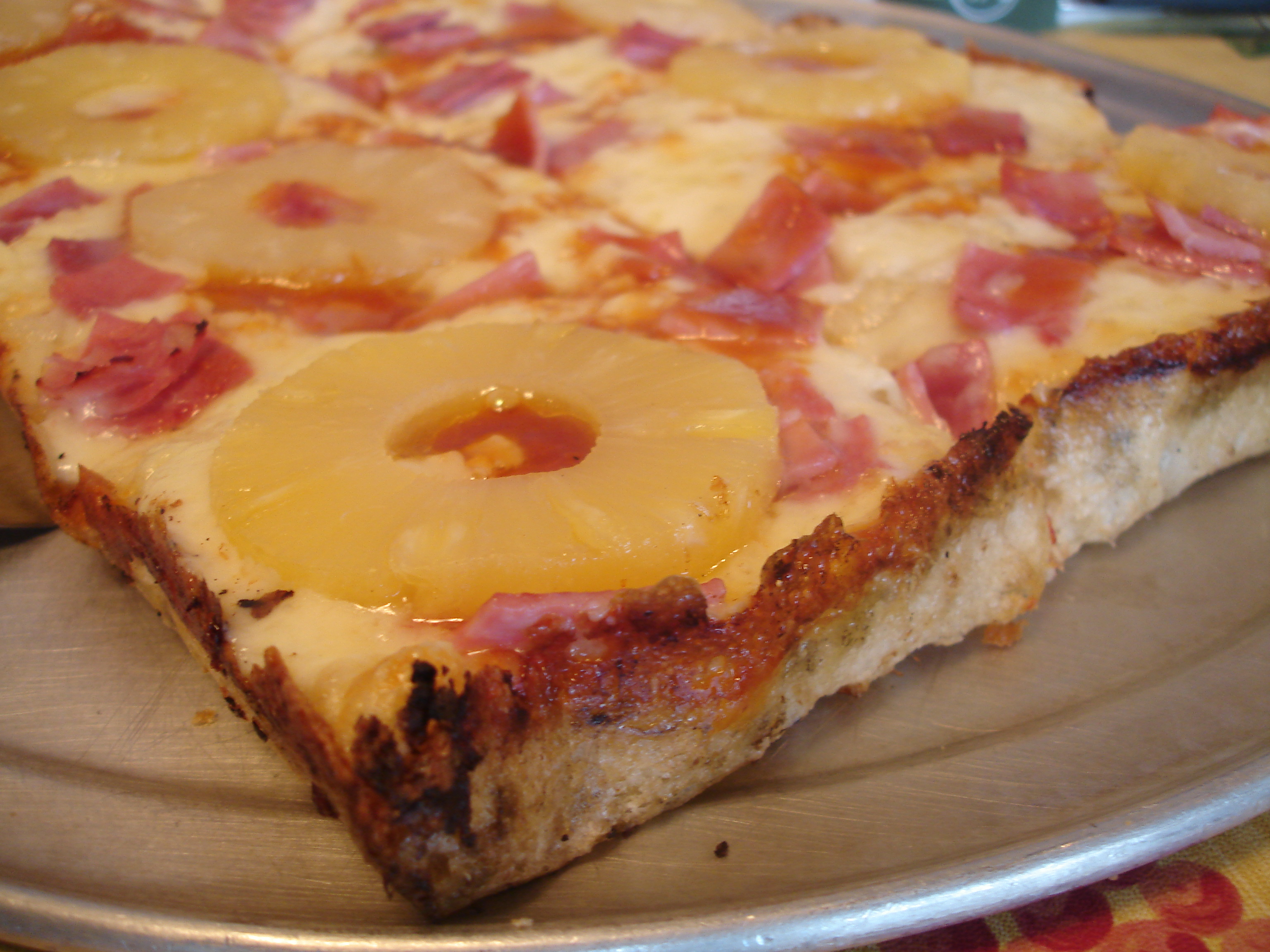
Pizza hawaiana

La cucina fusion nasce come diretta conseguenza della contaminazione tra diverse culture, un processo le cui diffusione e rapidità dipendono da diversi fattori, come avviene in genere con qualsiasi altro fenomeno di contaminazioni. Quello della cucina fusion è un fenomeno antropico di difficile definizione, strettamente correlato a quello della globalizzazione e le cui origini trovano degli antecedenti nell'antichità e nel colonialismo.
La contaminazione di varie tradizioni culinarie ha portato alla nascita di combinazioni inedite (come, ad esempio, il "sushi brasiliano", che fonde un tipico piatto della cucina giapponese, il sushi, ai sapori del Brasile, o ancora il mooshi, che fonde il sushi ai sapori della cucina campana).
In altri casi vengono classificati come "fusion" quei piatti di tradizioni culinarie di aree del mondo differenti ma comunque associate, come nel caso della "cucina asiatica" e quella Tex mex. Non sono infatti rari ristoranti che propongono piatti appartenenti a tradizioni culinarie diverse ma vicine (cinese e giapponese, mediorientale e indiana).